# Acid lactic
Acidul lactic (de asemenea cunoscut popular și ca acid laptic; denumire standard: acid 2-hidroxipropanoic) este un acid organic slab, care joacă un anumit rol în anumite procese biochimice. Are un rol decisiv în anumite procese de fermentație, cum ar fi pregătirea silozului pentru animale, sau (în industria laptelui) la producerea produselor din lapte, iaurt, chefir, urdă, brânză, etc. Acidul lactic are, de asemenea, un rol benefic ca ingredient în produsele cosmetice. 
Acidul lactic este un acid carboxilic cu formula chimică brută C3H6O3 și formula structurală CH3-CH-(OH)-COOH. Are o grupare hidroxil lângă gruparea carboxil, fiind un alfa-hidroxiacid (uneori notat AAH). În soluție, ca orice acid monobazic, pierde un proton producând ionul lactat, CH3CH(OH)COO−.

## Structura
Acidul lactic are un atom de carbon asimetric. Există deci activitate optică cu doi izomeri optici. Unul este cunoscut ca L-(+)-acid lactic ori (S)-acid lactic iar celălalt, imaginea sa în oglindă, ca D-(-)-acid lactic sau (R)-acid lactic. Mai există posibilitatea unui amestec racemic sau optic-inactiv format din cei doi izomeri optic-activi.
Acidul lactic racemic de fermentație apare din glucide ca glucoza, zaharoza și lactoza prin acțiunea enzimelor din bacteriile de acid lactic (Bacillus lactis și Bacillus delbruckii). Este prezent în laptele acru, varza acră, murături.
L-(+)- Acid lactic este izomerul care este important biologic.

## Istorie
Acidul lactic a fost izolat pentru prima dată de chimistul suedez Carl Wilhelm Scheele în 1780 din lapte acru. Numele lact- reflectă forma combinată derivată de la cuvântul latin pentru lapte. În 1808, Jöns Jacob Berzelius a descoperit că acidul lactic (de fapt L-lactatul) este de asemenea produs în mușchi în timpul efortului. Structura sa a fost stabilită de Johannes Wislicenus în 1873. 
În 1856, Louis Pasteur a descoperit Lactobacillus și rolul său în fabricarea acidului lactic. Acidul lactic a început să fie produs pentru comercializare de către farmacia germană Boehringer Ingelheim în 1895. 
În 2006, producția globală de acid lactic a ajuns la 275.000 de tone, cu o creștere medie anuală de 10%.

## Controlul schimburilor
Insulina este necesară pentru ca glucoza să treacă prin membranele celulare. Molecula de acid lactic este de două ori mai mică decât molecula de glucoză și nu necesită suport hormonal - trece ușor prin membrana celulară.

## Rol metabolic
În stare de repaus concentrația sanguină a acidului lactic e de 10 mg/dl iar în timpul efortului poate crește până la 200 mg/dl. În timpul efortului acidul lactic rezultă din acid piruvic prin hidrogenare.
Este produs de bacteriile lactobacili.

## Aplicare și pregătire
În industria alimentară poate avea și rolul de conservant. Este cunoscut ca aditivul alimentar E270.
Prin policondensarea acidului lactic se obține plastic PLA.
Acidul lactic este obținut prin fermentarea lactică a glucozei (reacție enzimatică):
C6H12O6 → 2CH3CH(OH)COOH + 52 kcal

## Acidul lactic în cosmetică
Beneficiile acidului lactic în cosmetică sunt cunoscute din cele mai vechi timpuri. Acum mai mult de 2000 de ani în Egiptul Antic,  împărăteasa Cleopatra se îmbăia în lapte acru – sursă naturală de acid lactic – pentru a-și menține pielea tânără și suplă.
În ultimul deceniu al secolului XX acidul lactic a început să fie utilizat în mare măsură în compoziția produselor cosmetice, grație cercetărilor în domeniu.

#### Care este mecanismul de acțiune al acidului lactic asupra pielii?
Acidul lactic este un acid blând, potrivit în special pentru tenul sensibil, fiind unul dintre puținii acizi care poate fi inclus în produse cosmetice care se pot folosi și pe timpul sarcinii. Acesta ajută la exfolierea blândă a pielii, slăbind legăturile dintre celulele epidermei, proces care permite celulelor moarte să se desprinda mai ușor de pe epidermă, stratul superior al acesteia, eliminându-le eficient. Îndepărtarea celulelor moarte ale pielii va îmbunătăți transmisia și reflexia luminii. Aceasta, la rândul său, îmbunătățește textura pielii, liniile fine, ridurile, pigmentarea și cicatricile ușoare ale suprafeței.
La utilizarea unor produse cu concentrații în acid lactic de 12% pielea devine mai fermă și mai groasă. 
Rezultatul este o piele mult mai netedă cu aspect general mai fin, cu o textură îmbunătățită și un ten mai luminos cu o culoare uniformă.

#### Cât de repede acționează acidul lactic asupra pielii?
Modificările survenite asupra pielii ar trebui să fie observate în decurs de 2 săptămâni. 

#### Care sunt avantajele și dezavantajele acidului lactic în îngrijirea pielii?
Avantajele folosirii peeling-ului cu acid lactic pe piele includ textura îmbunătățită, tonusul, producția de colagen și exfolierea. Dezavantajele includ potențiale iritații sau reacții adverse la cei cu piele sensibilă, precum și un risc crescut de deteriorare a pielii din cauza expunerii la soare, din cauza efectelor fotosensibilizante ale acidului lactic.